# わんぱく戦争
『わんぱく戦争』（仏: La Guerre des boutons、英: War of the Buttons）は、1962年に公開されたフランス映画。ジャン・ヴィゴ賞受賞作品。ルイ・ペルゴーの小説『ボタン戦争』を原作としている。監督はイヴ・ロベール。

## 概要
2組の少年グループの戦いがエスカレートして本格的な暴力に入っていく様子を描いたヒューマン映画。ただし、エンディングでは両方の大将格の少年が偶然にも施設で出会い、和解する。『あばれはっちゃく』のフランス版と評されることがある。
主役を含む子役の大半は演技経験がない。登場人物の一人である”ちびジビュス”の口癖「嫌んなっちゃう、来なきゃよかったよ」（"si j'aurais su, j'aurais pas v'nu"）というセリフはフランスで流行した。
実はペルゴーの原作の映画化は2度目であり、最初の映画化は1936年にジャック・ダロワによって「La Guerre des gosses ボタンと戦争｣（日本未公開）の題で映画化された。
本作は2度にわたってリメイクされており、1回目は1994年のアイルランド映画『草原とボタン』で、2回目は2011年にフランスでリメイクされた。
劇中曲の「わんぱくマーチ」はNHKの『みんなのうた』にも選ばれ、阪田寛夫による日本語歌詞がつけられて1964年12月に放送された。

## キャスト
※子供は基本的にノンクレジットとなっている。
| 役名               | 俳優                           | 日本語吹替 | 日本語吹替 | 日本語吹替 |
| 役名               | 俳優                           | テレビ版1  | テレビ版2  | 劇場公開版 |
| ------------------ | ------------------------------ | ---------- | ---------- | ---------- |
| ルブラック         | アンドレ・トルトン             | 田中雪弥   | 沢井正延   | 金村明日香 |
| ラズテック         | ミシェル・イセラ               | 内野惣次郎 | 山田隆夫   | 中島咲紀   |
| ちびジビュス       | アントワーヌ・ラルチーグ       | 喜多道枝   | 山北尚樹   | 小林由美子 |
| 兄のジビュス       | フランソワ・ラルチーグ         | 雷門ケン坊 |            | 乾真由璃   |
| バカイエ           | ジャン＝ポール・ケレット       |            |            | 坂本育子   |
| 牧師               | フランソワ・ボワイエ           |            |            |            |
| ガストン           | クリストフ・ブルセイエ         |            |            |            |
| ミグラリュンヌ     | ？                             |            |            |            |
| カミュ             | ？                             |            |            |            |
| ラクリック         | ？                             |            |            | 杉森多恵子 |
| マリー             | マリー＝キャサリン・ファブレル |            |            |            |
| ルブラックの父     | ジャン・リシャール             | 寺島幹夫   |            | 伊田侑平   |
| ルブラックの母     | イヴェット・エティエヴァン     |            |            |            |
| ラズテックの父     | ジャック・デュフィロ           |            |            | 宮本雅行   |
| ラズテックの母     | ミシェル・メリッツ             |            |            |            |
| バカイエの父       | ミシェル・ガラブリュ           |            |            |            |
| バカイエの母       | ルイゼット・ルソー             |            |            |            |
| ミグラリュンヌの父 | ロベール・ロリス               |            |            |            |
| 学校の先生         | ピエール・ツラボー             |            |            | 松嶋潤     |
| ベドウィン         | ピエール・チェルニア           |            |            |            |
| 郵便配達員ネスター | クロード・コンフォルテス       |            |            |            |
| タ・ゴール         | ポール・クラウシェ             |            |            |            |
| 農民               | アンリ・ラビュシエール         |            |            |            |
| 知事               | イヴ・プノー                   |            |            |            |

- テレビ版1：放送日1968年1月18日 東京12ch『名画劇場』他
- テレビ版2：初回放送1972年1月9日 フジテレビ『サンデー洋画劇場』
- 劇場公開版：2021年のリバイバル公開時に制作、公開されたもの[6]。
  - その他吹替：桐島ゆか、前田あやの、名越康貴、新田純輝、専門学校東京クールジャパン声優学科[注 3]

## スタッフ
- 監督：イヴ・ロベール
- 脚本：フランソワ・ボワイエ（フランス語版）、イヴ・ロベール
- 原作：ルイ・ペルゴー（英語版）『ボタン戦争』
- 撮影：アンドレ・バック（英語版）
- 編集：マリー＝ジョセフ・ヨヨット（フランス語版）
- 音楽：ジョゼ・ベルグマン（フランス語版）

日本語版（劇場公開版）
- 演出：五十嵐正男
- 翻訳：テレトップスタジオ
- 録音・調整：伊東恵一
- 制作：合同会社十音